# Punch King
Punch King est un jeu vidéo de combat de boxe anglaise développé par Full Fat et édité par Acclaim Entertainment, sorti en 2002 sur Game Boy Advance.

## Accueil
- Jeux vidéo Magazine : 13/20[1]